# فاليري فوكس
فاليري فوكس (بالإنجليزية: Valerie Fox)‏ هي مخرجة مبدعة أمريكية، ولدت في 8 يناير 1954 في نيويورك في الولايات المتحدة.